# Libocedrus bidwillii
Libocedrus bidwillii là một loài thực vật hạt trần trong họ Cupressaceae. Loài này được Hook.f. mô tả khoa học đầu tiên năm 1864.